# Venâncio da Silva Moura
Venâncio da Silva Moura (Sanza Pombo, província de Uíge, 24 de febrer de 1940 - París, 6 de març de 1999) fou un polític i diplomàtic d'Angola, Ministre de relacions exteriors de la República d'Angola de 1992 a 1999.

## Biografia
Va començar la seva carrera diplomàtica després de la proclamació de la independència d'Angola (1975). Va ocupar el càrrec d'ambaixador a Itàlia i el de viceministre d'Afers Exteriors.
De 1992 a 1999 fou ministre de Relacions Exteriors d'Angola. En aquesta posició, va signar el protocol de Lusaka, un acord de pau amb el grup UNITA (1994), que va marcar el final de la llarga guerra civil. Quan el 1998 un acord es va trencar i es van reprendre els combats, el polític ja estava greument malalt. Va renunciar el gener de 1999 per raons de salut.